# Iwo Jaworski
Iwo Leopold Jaworski (ur. 12 listopada 1898 w Krakowie, zm. 24 marca 1959 we Wrocławiu) – polski prawnik.

## Życiorys
Pochodził z rodziny prawniczej. Jego ojciec, Władysław Leopold Jaworski, był już wtedy profesorem Uniwersytetu Jagiellońskiego (administratywistą), działaczem konserwatywnym i redaktorem krakowskiego „Czasu”. Matka miała na imię Anna (z domu Wszeteczko). Iwo Jaworski po ukończeniu II Liceum im. Króla Jana III Sobieskiego w Krakowie w 1916 poszedł na studia prawnicze na Uniwersytecie Jagiellońskim. Przez dwa lata (luty 1918 – luty 1920) jednocześnie służył w wojsku, m.in. w obsłudze pociągu pancernego „Śmiały”. W 1921 doktoryzował się (zaliczany jest do grona uczniów Stanisława Estreichera) i po otrzymaniu stopnia doktora od października 1922 podjął pracę na Uniwersytecie Stefana Batorego w Wilnie. W roku akademickim 1924/1925 przebywał na studiach w Paryżu, korzystając ze stypendium rządu francuskiego. 22 lutego 1927 habilitował się. 1 października 1927 został docentem. 1 lipca 1932 otrzymał tytuł profesora nadzwyczajnego. Od 1930 był także wykładowcą w Instytucie Naukowo-Badawczym Europy Wschodniej w Wilnie. Był ostatnim polskim dziekanem Wydziału Prawa USB w Wilnie, wybranym na ten urząd na rok akademicki 1939/1940. Choć nie był rodowitym wilnianinem, stał się znany w środowisku akademickim. Konstanty Ildefons Gałczyński w swoich Elegiach wileńskich pisał o nim: U Sztralla (vis-à-vis Poczty) schodzą się professores: Dembiński, Iwo Jaworski, Manfred Kridl, Srebrny ateńczyk.
Podczas pobytu w Wilnie był aktywistą katolickich organizacji akademickich. Od 1929 działał w Klubie Włóczęgów Seniorów w Wilnie, stanowiącym filię Akademickiego Klubu Włóczęgów, organizacji, która skupiała młodą inteligencję wileńską propagującą „burszowski" styl życia studenckiego. Należał do niej również Czesław Miłosz. Iwo Jaworski był także jednym z głównych współpracowników wydawanego przez nich miesięcznika „Włóczęga”. Natomiast od 1933 należał, obok Jerzego Turowicza, do zespołu redakcyjnego czasopisma „PAX” wydawanego przez Porozumienie Akademickich Katolickich Stowarzyszeń. Zostając prezesem zarządu Towarzystwa PAX (1936), a także Klubu Włóczęgów (1937), stanął na czele głównych katolickich organizacji akademickich działających w tym czasie w Wilnie. Z ramienia Uniwersytetu był ponadto kuratorem stowarzyszenia młodzieży akademickiej „Odrodzenie”. Iwo Jaworski był także radnym miasta Wilna (od 1934), przewodnicząc komisji rewizyjnej rady oraz biorąc aktywny udział w pracach komisji oświatowej i teatralnej. Od 1934 był członkiem BBWR.
Po zakończeniu kampanii wrześniowej w 1939, zajęciu Wilna przez Armię Czerwoną i zamknięciu Uniwersytetu Stefana Batorego (w grudniu 1939) oficjalnie pracował jako stróż nocny, a nieoficjalnie był dalej dziekanem i profesorem konspiracyjnego Wydziału Prawa w Wilnie. Po wojnie początkowo podjął wykłady na Uniwersytecie Jagiellońskim w Krakowie, jesienią 1945 został także członkiem powołanego przez Sekretarza Generalnego PAU specjalnego komitetu w sprawie rewindykacji polskich dóbr kultury pozostawionych na dawnych ziemiach wschodnich Rzeczypospolitej. 1 grudnia 1945 przeniósł się jednak do Wrocławia, gdzie otrzymał tytuł profesora zwyczajnego już w pierwszej grupie pracowników Uniwersytetu Wrocławskiego, wobec których z takim wnioskiem wystąpił ówczesny rektor prof. Stanisław Kulczyński. Należał do najbliższych współpracowników Kamila Stefki i współorganizatorów Wydziału Prawno-Administracyjnego, pełniąc w latach 1945–1951 czterokrotnie funkcję jego dziekana i dwukrotnie prodziekana. Stąd też nieprzypadkowo – na wniosek dziekana Andrzeja Mycielskiego w I960 – sala posiedzeń Rady Wydziału Prawa i Administracji została nazwana jego imieniem. Iwo Jaworski był pierwszym kierownikiem Katedry Historii Prawa na Zachodzie Europy (od 3 grudnia 1945), późniejszej Katedry Powszechnej Historii Państwa i Prawa. Początkowo wykładał także historię ustroju Polski i do czasu przybycia do Wrocławia Seweryna Wysłoucha pełnił obowiązki kierownika Katedry Historii Ustroju i Prawa Polskiego. Prowadził ponadto wykłady z porównawczego prawa konstytucyjnego oraz zagadnień Polski współczesnej w Wyższej Szkole Handlowej we Wrocławiu, utworzonej pod auspicjami dziekana Kamila Stefki i ściśle współpracującej z Wydziałem.
Przed wojną był członkiem Towarzystwa Przyjaciół Nauk w Wilnie i Polskiego Towarzystwa Historycznego. Natomiast od 1946 należał do grona współorganizatorów Wrocławskiego Towarzystwa Naukowego i Wydziału III. Nauk Społecznych WTN, przekształconego później w Wydział Nauk Prawnych i Ekonomicznych, którego był pierwszym przewodniczącym w latach 1956–1959. Od 1948 był także członkiem Zarządu Wrocławskiego Towarzystwa Miłośników Historii. W 1950 wszedł w skład Komitetu Organizacyjnego Klubu Demokratycznego Pracowników Wyższych Uczelni we Wrocławiu (inaczej: Klubu Demokratycznej Profesury) i został pierwszym prezesem Zarządu Wrocławskiego tego Klubu. Był także członkiem komitetu redakcyjnego „Czasopisma Prawno-Historycznego" od 1951).
Przed wojną Iwo Jaworski zajmował się głównie dziejami miast w Wielkim Księstwie Litewskim oraz przemianami ustrojowymi we Francji w pierwszym okresie rewolucji. Po wojnie był autorem przede wszystkim Zarysu powszechnej historii państwa i prawa, który od 1947 jest jednym z podstawowych podręczników do powszechnej historii państwa i prawa, przez dawnych studentów nazywanym „Złotą książeczką". Po śmierci autora podręcznik ten był wydany pod redakcją Leszka Winowskiego i uzupełniony przez Jana Baszkiewicza. Na marginesie należy dodać, że to właśnie na wniosek Iwona Jaworskiego Senat Uniwersytetu Wrocławskiego w 1948 podjął uchwalę, na mocy której prawo wydawania skryptów zarezerwowano dla Bratniej Pomocy Studenckiej i Kół Naukowych na Uniwersytecie. W 1947 na jego wniosek jako dziekana imieniem Oswalda Balzera nazwano salę nad Aulą Leopoldyńską w gmachu głównym Uniwersytetu, imieniem Romana Longchamps de Berier, zaś salę pod Aulą Leopoldyńską. W grudniu 1948 był przedstawicielem Uniwersytetu i Politechniki Wrocławskiej na uroczystościach z okazji 600-lecia Uniwersytetu Karola w Pradze, w 1958 zaś przedstawicielem Wydziału na uroczystościach związanych ze 150. rocznicą utworzenia Szkoły Prawa w Warszawie.
Miał słaby wzrok, bo chorował na kataraktę. Chodził zawsze z laską. Zmarł w 1959 we Wrocławiu, chorując nieprzerwanie od 1951 na gruźlicę, której nabawił się podczas okupacji. Został pochowany na cmentarzu św. Wawrzyńca. Po jego śmierci imieniem Iwona Jaworskiego nazwano jedną z ulic Wrocławia na Osiedlu Marszowice oraz salę Rady Wydziału Prawa Administracji i Ekonomii Uniwersytetu Wrocławskiego (sala 119, budynek A). 
Jego syn, Władysław Leopold (1929-2017), początkowo był asystentem u Lesława Adama, następnie profesorem Szkoły Głównej Handlowej w Warszawie.